# 32. Infanterie-Division (Wehrmacht)
Die 32. Infanterie-Division war ein Großverband des Heeres der deutschen Wehrmacht.

## Geschichte

### Aufstellung
Die Division wurde am 1. Oktober 1936 in Köslin im Wehrkreis II (Stettin) aufgestellt. 
Die Gliederung mit den für den Verband durchgeführten Neuaufstellungen war:
- Divisionsstab     (Köslin) (aus )
- Infanterie-Regiment 4 (Kolberg) (aus Infanterie-Regiment Kolberg)
- Infanterie-Regiment 94 (Köslin) (aus I./IR 4 )
- Infanterie-Regiment 96 (Schneidmühl) (aus )
- Pionier-Bataillon 2 (Stettin und Podejuch) (aus Pionier-Bataillon Stettin A)
- Artillerie-Regiment 32 (Deutsch-Krone) (mit 3 Abteilungen aus AR 2)
- Artillerie-Regiment 68 (mit 2 Abteilungen aus. IV./AR 2 und aus II./AR 38)
- Beobachtungs-Abteilung 32 () (Neuaufstellung)
- Panzerabwehr-Abteilung 32 (Kolberg) (aus Kraftfahr-Abteilung 2 mit Personalzuweisung von den Reiter-Regimentern 5 und 14)
- Nachrichten-Abteilung 32 (Greifenberg) (Neuaufstellung)
- Nachschubtruppen Nr. 32

Nach der Mobilisierung am 1. August 1939 wurden die Divisionstruppen in den Raum Preußisch Friedland verlegt. Eine Aufklärungs-Abteilung 32 wurde am 1. August in Stolp aus Personal des Kavallerie-Regiment 5 gebildet. Per 26. August stellte der Verband in Schlawe ein Feldersatz-Bataillon 32 auf.

### Polenfeldzug
Zu Beginn des Überfalls auf Polen überschritt sie bei Friedland am 1. September die Grenze, drang in den Vormarschkämpfen über Monkowarsk und Gruczno zur Weichsel bei Chełmno und weiter über Gollub-Drobin-Plonsk zum Narew vor, nahm an den Kämpfen bei Praga und beim Angriff auf die Festung Modlin und deren Einnahme teil. Gegen Ende des Feldzuges stand die Division im Norden von Warschau.

### Besatzungsaufgaben in Polen
Zwei Monate verblieb die 32. Infanterie-Division als Besatzungstruppe in Polen. Ende 1939 wurde sie in die Eifel verlegt.
Im Januar 1940 wurde das Feld-Ersatz-Bataillon 32 für die Aufstellung des III./Infanterie-Regiment 314 an die 162. Infanterie-Division abgegeben. Mit Februar 1940 ging das II./IR 94 als künftiges I./IR 509 an die 292. Infanterie-Division und wurde vom Verband neu aufgestellt.

### Westfeldzug
Ab 10. Mai 1940 nahm die Division am Angriff auf Frankreich teil. Nach dem Vormarsch durch Luxemburg und Belgien stieß die Division in den Raum Givet vor, überwand Maas und Somme, machte die Gefechte bei Trélon, Cambrai, im Raum Lille und bei Abbeville mit. Nach Verfolgungskämpfen erreichte die Division die Seine und drang weiter bis zur Loire in den Raum Nantes vor.

### Besatzungstruppe in Frankreich
Als Besatzungstruppe war der Verband mit in die Vorbereitungen für das „Unternehmen Seelöwe“ eingebunden.
Vom September 1940 bis zum April 1941 verlegte die Division nach Westpreußen zur Ausbildung.

### Unternehmen Barbarossa
Ab 22. Juni 1941 nahm die Division am Angriff auf die Sowjetunion teil. Im Rahmen der Heeresgruppe Nord stieß sie südlich an Kowno vorbei, wo sie an den Vormarschkämpfen bei Mariampol, Sileniaj, Rumiske und Wilja bei Zubiske teilnahm. Nach Verfolgungskämpfen überwand die Division die Düna und stieß über die Sarjamka auf Cholm vor. Nach Angriffskämpfen bei Molwotizy und Latkino erreichte die Division den Weljesee und stieß auf Waldai vor.

#### 1942
Am 9. Januar 1942 begann der sowjetische Großangriff mit vier Armeen am Seligersee und brach mit aller Wucht im Divisionsabschnitt der 123. ID in der Landbrückenfront ein. Trotz Unterstützung durch die 32. ID wurde die 123. ID vernichtet. 

### Demjansk
Nach ersten Abwehrkämpfen bei Staraja Russa stand die Division Anfang 1942 im östlichen Rand des Kessels von Demjansk.

#### 1943
Die Division ging nach Räumung des Kessels auf Staraja-Russa zurück und nahm an den Abwehrkämpfen an der Redja und an der Porussja teil. Im November 1943 wurde die Division nach Newel transportiert, wo sie die Angriffs- und Abwehrkämpfe am Jasnosee und im Ushta-Brückenkopf mitmachte und schließlich Verteidigungsstellungen im Raum Polozk bezog.

#### 1944
Ab Januar 1944 begannen weitere Absetzbewegungen von Polozk an die Welikaja, in die Pantherstellung und in den Raum Sujewo-Utkino. Bei Beginn der Sommeroffensive der sowjetischen Truppen im Juli 1944 stand die Division im Verband der Heeresgruppe Nord bei Ostrow. Von dort folgten weitere Rückzugskämpfe über den Utroja-, Kuchwa- und Vjada-Abschnitt, über Madona (Modohn) und Ērgļi auf die Segewoldstellung bei Suntazi, im Oktober 1944 das Absetzen über Riga-Schlock auf Tukkum.

### Kurland
Bei der 1. und 2. Kurlandschlacht verteidigte die Division bei Moscheiken und im Raum Rudbarzi. Stellungskämpfe am Libauersee und Abwehrkämpfe bei Dadzi.

#### 1945
Bis zum Januar 1945 kämpfte die Division an verschiedenen Gebieten in Kurland, u. a. Vainode, südlich von Liepāja (Libau) und südwestlich von Saldus (Frauenburg).
Gegen Ende Januar 1945 erfolgte die Verlegung im Seetransport nach Libau. Anfang Februar stand die Division bei Jastrow. Kurze Zeit später erfolgte der Rückzug nach Norden, weiter über die deutsch-polnische Grenze bis in den Vorraum von Gotenhafen und von dort weiter Richtung Westpreußen und Pommern in den Raum Flatow. Danach folgten Abwehrkämpfe bei Linde, Grunau und im Raum Görsdorf und Rückzugskämpfe über Firchau-Lichtenhagen-Deutsch Briesen in den Brückenkopf Danzig.
Die Division ging auf der Oxhöfter Kämpe und im Raum Nickelswalde vorübergehend zur Verteidigung über, marschierte dann über die Frische Nehrung nach Pillau und kämpfte bei Tenkitten und Lochstädt.
In kleinen Gruppen schlugen sich die Reste der Division zur Halbinsel Hela durch und formierten sich dort zum letzten Mal. 

### Kapitulation
Am 10. Mai 1945 marschierten die Soldaten in geordneter Formation vorbei am Generalleutnant Hans Boeckh-Behrens, ihrem letzten Kommandeur, in sowjetische Gefangenschaft.

## Unterstellung und Einsatzräume
| Datum          | Korps    | Armee      | Heeresgruppe | Einsatzraum                |
| -------------- | -------- | ---------- | ------------ | -------------------------- |
| September 1939 | II.      | 4. Armee   | Nord         | Pommern, Polen             |
| Dezember 1939  | Reserve  | 4. Armee   | B            | Eifel, Rhein               |
| Januar 1940    | II.      | 4. Armee   | B            | Eifel, Belgien, Frankreich |
| August 1940    | II.      | 6. Armee   | B            | Frankreich, Nantes         |
| September 1940 | II.      | 6. Armee   | C            | Frankreich, Nantes         |
| Oktober 1940   | I.       | 18. Armee  | B            | Ostpreußen                 |
| April 1941     | II.      | 18. Armee  | B            | Ostpreußen                 |
| Mai 1941       | II.      | 16. Armee  | C            | Ostpreußen                 |
| Juni 1941      | II.      | 16. Armee  | Nord         | Dünaburg                   |
| Januar 1942    | II.      | 16. Armee  | Nord         | Demjansk                   |
| März 1943      | X.       | 16. Armee  | Nord         | Demjansk                   |
| April 1943     | Höhne    | 16. Armee  | Nord         | Staraja Russa              |
| Juni 1943      | VIII.    | 16. Armee  | Nord         | Staraja Russa              |
| Dezember 1943  | I.       | 16. Armee  | Nord         | Newel, Polozk              |
| März 1944      | Reserve  | 16. Armee  | Nord         | Newel, Polozk              |
| April 1944     | XXVIII.  | 18. Armee  | Nord         | Pleskau, Ostrow            |
| Mai 1944       | Reserve  | 18. Armee  | Nord         | Pleskau, Ostrow            |
| Juni 1944      | XXXVIII. | 18. Armee  | Nord         | Pleskau, Ostrow            |
| August 1944    | L.       | 18. Armee  | Nord         | Walk, Riga                 |
| Oktober 1944   | XXXVIII. | Grasser    | Nord         | Walk, Riga                 |
| November 1944  | II.      | 18. Armee  | Nord         | Kurland                    |
| Januar 1945    | I        | 18. Armee  | Nord         | Kurland                    |
| Februar 1945   | XVIII    | 2. Armee   | Weichsel     | Westpreußen, Hela          |
| April 1945     | XXIII    | Ostpreußen |              | Westpreußen, Hela          |

## Gliederung

### 1939
- Infanterie-Regiment 4[A 1]
- Infanterie-Regiment 94
- Infanterie-Regiment 96
- Aufklärungs-Abteilung 32
- Artillerie-Regiment 32
  - I.–III. Abteilung
  - I./Artillerie-Regiment 68
- Beobachtungs-Abteilung 32 (1)
- Pionier-Bataillon 32
- Panzerabwehr-Abteilung 32
- Nachrichten-Abteilung 32
- Feldersatz-Bataillon 32
- Infanterie-Divisions-Nachschubführer 32

Im Januar 1940 wurde das Feldersatz-Bataillon 32 als III./Infanterie-Regiment 314 an die 162. Infanterie-Division abgegeben. Im Februar 1940 folgte das II./IR 94, das als I./IR 509 zur 292. Infanterie-Division kam. Im Oktober 1940 wurde ⅓ der Division, darunter der Stab IR 4, III./IR 4, III./IR 94, III./IR 96 an die 122. Infanterie-Division abgegeben und durch Neuaufstellungen ersetzt.

### 1942
- Grenadier-Regiment 4
- Grenadier-Regiment 94
- Grenadier-Regiment 96
- Radfahr-Abteilung 32
- Artillerie-Regiment 32
  - I.–III. Abteilung
  - I./Artillerie-Regiment 68
- Pionier-Bataillon 32
- Panzerjäger-Abteilung 32
- Nachrichten-Abteilung 32
- Feldersatz-Bataillon 32
- Infanterie-Divisions-Nachschubführer 32

1942 wurden nach schweren Verlusten die Bataillone III./IR 4, III./IR 94, II./IR 96 aufgelöst, damit schrumpfte die Kampfkraft der Division auf 6 Infanterie-Bataillone.

### 1943–1945
Im September 1943 strukturierte sich die Division zur Division neuer Art um. Die Aufklärungs-Abteilung 32 wurde zum Divisions-Füsilier-Bataillon (A.A.) 32.
- Grenadier-Regiment 4
- Grenadier-Regiment 94
- Grenadier-Regiment 96
- Füsilier-Bataillon 32 (2)
- Artillerie-Regiment 32
  - I.–III. Abteilung
  - I./Artillerie-Regiment 68
- Pionier-Bataillon 32
- Panzerjäger-Abteilung 32
- Nachrichten-Abteilung 32
- Feldersatz-Bataillon 32
- Kommandeur der Infanterie-Divisions-Nachschubtruppen 32, ab 1. September 1944 Versorgungs-Regiment 32

## Kommandeure
| Datum                       | Dienstgrad                   | Name                                               |
| --------------------------- | ---------------------------- | -------------------------------------------------- |
| 1. Oktober 1936             | Generalmajor/Generalleutnant | Nikolaus von Falkenhorst                           |
| 19. Juli 1939               | Generalleutnant              | Franz Böhme                                        |
| 1. Oktober 1939             | Generalmajor                 | Eccard von Gablenz (mit der Führung beauftragt)    |
| 1. Dezember 1939            | Generalleutnant              | Franz Böhme                                        |
| 15. Juni 1940               | Generalleutnant              | Wilhelm Bohnstedt                                  |
| 24. Januar 1942             | Oberst                       | Max Ilgen                                          |
| 1. März 1942                | Oberst                       | Karl Hernekamp (mit der Führung beauftragt)        |
| 1. Juni 1942                | Generalmajor/Generalleutnant | Wilhelm Wegener                                    |
| 27. Juni 1943               | Generalmajor                 | Alfred Thielmann (mit der Führung beauftragt)      |
| 12. September 1943          | Generalleutnant              | Hans Boeckh-Behrens                                |
| 1. Februar 1944             | Oberst                       | Franz Schlieper (mit der Führung beauftragt)       |
| 1. Juni 1944                | Generalleutnant              | Hans Boeckh-Behrens                                |
| 13. August 1944             | Oberst                       | Georg Koßmala (mit der Führung beauftragt)         |
| August 1944                 | Generalleutnant              | Hans Boeckh-Behrens                                |
| September bis Dezember 1944 | Oberst                       | Werner Graf von Bassewitz-Levetzow (in Vertretung) |

## Bekannte Divisionsangehörige
- Erich Rübensam (1922–2016), war Agrarwissenschaftler, Politiker (SED) und Präsident der Akademie der Landwirtschaftswissenschaften der DDR (AdL)